# Янычар (сериал)
«Яныча́р» (на ранних этапах «Русский раб», «Русский пленник») — российский приключенческий телесериал Ивана Шурховецкого, созданный компанией «Марс Медиа Энтертейнмент» и «Кинокомпанией Альянс». Его премьерный показ состоялся в 2022 году на «Первом канале».

## Сюжет
Действие сериала происходит в конце XVI века. Казак Алёха Кречет, чтобы исполнить последнее желание отца, отправляется в паломничество к Елеонской горе, но попадает в плен к османам и становится янычаром Али. Он оказывается в центре дипломатической интриги: его цель — помешать английскому послу развязать войну между Турцией и Россией и спасти дочь русского посла Исленьева, в которую он влюблён.

## В ролях
| Актёр               | Роль                                    |
| ------------------- | --------------------------------------- |
| Илья Малаков        | казак Алёха Кречет / янычар Али         |
| Евгения Дмитриева   | мать Алёхи Марфа                        |
| Алексей Кравченко   | отец Алёхи стрелец Игнат                |
| Владимир Кошевой    | царь Фёдор Иоаннович                    |
| Артур Иванов        | Борис Годунов                           |
| Майя Цецхладзе      | Сафие-султан                            |
| Иван Босильчич      | султан Мехмед III                       |
| Виталий Кищенко     | посол Данило Исленьев                   |
| Арина Жаркова       | дочь Данилы Анна                        |
| Милена Радулович    | любимая наложница султана Зульфия       |
| Диана Манукян       | армянская невеста султана Лилит         |
| Самвел Тадевосян    | янычар Арслан                           |
| Малхаз Абуладзе     | Великий визирь султана Хасан            |
| Кямран Агабалаев    | полковой мулла Байзид-ага               |
| Оксана Базилевич    | Танильдиз (Ольга)                       |
| Ираклий Апакидзе    | визирь султана Мурад-паша               |
| Виталий Коваленко   | Василий Шуйский                         |
| Зураб Кипшидзе      | сирийский монах Климентий               |
| Валерий Сехпосов    | племянник Хасана Гафур-паша             |
| Максим Онищенко     | военачальник Реджеп-паша                |
| Рихард Леперс       | английский посланник лорд Трэвел        |
| Никита Тарасов      | секретарь Трэвела Уильям                |
| Сослан Фидаров      | крымско-ногайский купец Илкер-эфенди    |
| Константин Воробьёв | митрополит Московский Иов               |
| Борис Каморзин      | Богдан Бельский                         |
| Игорь Савочкин      | Фёдор Мстиславский                      |
| Дмитрий Ульянов     | Фёдор Романов                           |
| Артур Ваха          | зодчий Фёдор Конь                       |
| Иван Рудаков        | Мирон                                   |
| Владимир Антоник    | патриарх Константинопольский Иеремия II |
| Армель Авокандото   | евнух Кара                              |
| Гия Коркоташвили    | купец Машхади                           |
| Владимир Кузнецов   | Серафим                                 |
| Дмитрий Дорохов     | Келим-бей                               |
| Леонид Алимов       | Турецкий посол                          |
| Валерий Кухарешин   | художник                                |

## Список серий
| № серии | Описание серии | Премьера        |
| ------- | --- | --------------- |
| 1       | Казак Алёха Кречет отправляется на чужбину, чтобы исполнить обещание, данное погибшему в схватке с ногайцами отцу. Ему нужно добраться до Елеонской горы и поклониться мощам Богоматери. Добравшись до границ Дикого поля, Кречет прибивается к торговому каравану, следующему в Стамбул. В пути он спасает от смерти хозяина каравана, на который нападают башибузуки. Тем временем в Стамбуле европейские посланники внушают османам мысль о походе на Русь. Чтобы избежать войны, Борис Годунов отправляет в Турцию посла Данилу Исленьева с грамотой для султана Мехмеда. Визирь султана Хасан, будучи в сговоре с англичанами, заинтересованными в войне, даёт поручение похитить дочь Исленьева. | 28 февраля 2022 |
| 2       | Узнав о похищении Анны, Годунов понимает, что в его окружении завёлся османский лазутчик. Тем временем английский посланник лорд Трэвел продолжает подбивать визиря Хасана к войне с Россией. Спасая Алёху от мести башибузуков, полковой мулла Байзид делает его янычаром Али. Али определяют в конвой, сопровождающий карету армянской невесты султана Лилит. Прибыв в Стамбул, Исленьев пытается добиться личной встречи с султаном (он ещё не знает о похищении дочери). Анну на шхуне доставляют в Трапезунд. | 15 марта 2022   |
| 3       | Караван с армянской княжной прибывает в Трапезунд, и Лилит помещают вместе с Анной. Визирь Хасан направляет за дочерью русского посла отряд. Другой визирь, Мурад, давно конкурирующий с Хасаном и желающий помешать его планам, направляет в Трапезунд своего военачальника Реджепа-пашу. Алёха рад знакомству с Анной: они оба пленники и оба не хотят с этим мириться. Янычар Арслан украдкой смотрит на армянскую княжну — молодых людей объединяет общая родина, которой их насильно лишили. Люди Хасана требуют выдать им Анну. Байзид, отвечающий за безопасность невест султана, приказывает янычарам готовиться к схватке. Тем временем Исленьев в Стамбуле встречается с сирийским монахом Климентием, поддерживающим связь с Годуновым.                                                                        | 16 марта 2022   |
| 4       | Визирь Хасан, узнав, что Анну доставили не к нему, а в гарем, подбивает к бунту дервишей. Алёха-Али случайно узнаёт, что цель бунта — выкрасть русскую наложницу. Визирь Мурад предлагает Али стать его «глазами и ушами» в гвардии султана. Тот соглашается, потому что только так он может прокрасться в гарем и увидеть Анну. Али и Арслана определяют в охрану дворца султана Топкапы. Байзид, проникшись уважением к крепкому духом русскому янычару, добивается для него покровительства матери султана. Служка Никодим сообщает монаху Климентию, что среди вновь привезённых рабов находится пленник из Московии. Климентий, понимая, что русский пленник Серафим — посланник Годунова, пытается освободить его. Племянник Хасана Гафур-паша подсказывает дяде, каким образом можно шантажировать русского посла. | 17 марта 2022   |
| 5       | Алёха-Али спасает сирийского монаха после неудавшегося побега рабов. Климентий открывает казаку свою миссию: он пытается предотвратить войну России и Порты. Алёха готов помогать ему. Тем временем в Москву прибывает посол Турции, выступающий на стороне Хасана и англичан. Он сообщает русскому царю, что Порта готовится к войне. Годунов очень надеется на переговоры Исленьева и султана Мехмеда. Любимая наложница султана Зульфия хочет использовать Али в своих целях, но тот несговорчив. Гафур-паша требует у Исленьева грамоту царя в обмен на освобождение дочери. Исленьев оказывается перед непростым выбором. На Али поступает тайный донос с обвинением в организации бунта дервишей. Его уводят в тюрьму.                                                                                              | 21 марта 2022   |
| 6       | Хасан пытается склонить султана к войне, Мурад возражает, советуя султану выслушать русского посла. Мехмед приказывает привести к нему новую русскую наложницу: рассказ о её непокорности заинтриговал его. Климентий поручает Али следить за Хасаном. Лорд Трэвел обсуждает с Хасаном и Гафуром войну с Россией, за зарождающимся заговором следит Али. Исленьев направляется на встречу с султаном. | 22 марта 2022   |
| 7       | Наёмники Гафура-паши убивают Исленьева. Алёха, оказавшись на месте преступления, прячет тело посла в подземном монастыре, чтобы не было повода к войне. Константинопольский патриарх под давлением Годунова соглашается признать Московский патриархат. Али рассказывает Байзиду о вывезенных из дома Хасана сундуках с надписями на английском языке. От полкового муллы это становится известно султану. Визирю грозит разоблачение. Султан приказывает перевести Анну в Мраморные покои. Наложница Зульфия, ревнуя султана, пытается убить Анну, это видит Лилит. | 23 марта 2022   |
| 8       | Анну переводят в Мраморные покои. Годунов разоблачает предателя, доносившего османам. Турецкий посол с подачи Хасана сообщает султану, что русские готовятся к войне. Лорд Трэвел поручает своему секретарю доставить на корабль ларец с документами. Сафие-султан требует, чтобы султан женился: Мехмед выбирает русскую наложницу. Алёха узнаёт об этом. Хасан, намереваясь использовать Анну в своей игре, предлагает ей дружбу, но девушка грозится разоблачением визиря. Теперь она ещё большая помеха для Хасана, чем её отец. | 24 марта 2022   |
| 9       | Анна получает тайное послание от отца. Узнав от Лилит о якобы назначенной Исленьевым встрече, Алёха понимает, что это ловушка. Он сообщает Реджепу-паше, что невесте султана угрожает опасность, и тот решает устроить засаду на псевдопосланника. Лилит по просьбе Алёхи запирает Анну, а сама в её одежде выходит в сад. Чтобы избежать кары султана за то, что он рисковал жизнью его невесты, Реджеп-паша обвиняет Алёху в предательстве. Теперь у русского янычара есть только один способ остаться в живых — бежать из Порты. Однако без Анны ему не нужны ни жизнь, ни свобода. | 28 марта 2022   |
| 10      | Алёха пробирается в гарем и просит Зульфию вывести Анну из Топкапы. Тем временем в Москве зреет заговор против Годунова, но царь Фёдор отказывается в него верить. Годунов понимает, что действия заговорщиков могут привести к неизбежному противостоянию с османами. Мать султана, узнав о бегстве Анны, выявляет всех причастных к нему лиц. В их числе оказывается и Реджеп-паша: теперь военачальник сможет избежать казни лишь в том случае, если вернёт во дворец невесту султана. Прежде, чем вернуться домой, Алёха должен исполнить обещание, данное отцу. Беглецы направляются к Елеонской горе, а по их следу уже идёт Реджеп-паша. | 29 марта 2022   |
| 11      | В Москве неспокойно. Султану Мехмеду докладывают о неизлечимой болезни русского царя. Гафур-паша, поддерживая связи дяди с англичанами, пытается убедить султана в том, что столкновение с русскими принесёт победу, но Мехмед не торопится с решением. Люди Климентия перехватывают ларец с документами, которые лорд Трэвел намеревался отправить в Англию. Климентий немедленно собирается в путь, ведь документы из ларца помогут Годунову разоблачить коварные замыслы англичан. Однако путь в Московию оказывается непреодолимым для старого монаха, и он передаёт исполнение поручения Алёхе. | 30 марта 2022   |
| 12      | Реджеп-паша и Гафур-паша обыскивают затерянный монастырь, в котором укрывались Алёха и Анна, но не находят беглецов. Царь Фёдор умирает. Московский патриарх передаёт Годунову грамоту, написанную царём перед смертью. Годунов показывает её боярам и занимает трон. Тем временем Алёхе и Анне удаётся навести преследователей на ложный след. Гафур-паша вынужден вернуться в Стамбул ни с чем. Разгневанный султан Мехмед приказывает визирю Мураду готовиться к вооруженному конфликту с Русью. | 31 марта 2022   |

## Производство и релиз
Съёмки сериала проходили в Крыму, Санкт-Петербурге, Москве и Стамбуле. Они начались 10 августа 2019 года и завершились в конце марта 2020 года. Проект на предварительных этапах назывался «Русский раб», «Русский пленник».
Премьерный показ первой серии состоялся на Первом канале и в онлайн-кинотеатре «Кино1ТВ» 28 февраля 2022 года. После этого трансляция была временно приостановлена. 14 марта 2022 года в эфире Первого канала была повторена первая серия, а с 15 марта 2022 года стали выходить новые серии.
Сериал стал «российским ответом» на турецкие костюмированные телешоу. Российские критики констатируют, что он создавался специально для непритязательной публики: исторический колорит сводится к минимуму, сюжет и актёрская игра крайне незатейливы, действие разворачивается очень медленно. Тем не менее создатели «Янычара» выполнили стоявшие перед ними художественные задачи, и шоу получилось в целом успешным. Права на его показ были проданы в Турцию, ряд стран Ближнего Востока, Северной Африки и Югославии.